# Paul Pujol
Pour les articles homonymes, voir Pujol.
Casimir Paul Pujol est un peintre et architecte français né à Toulouse le 22 novembre 1848.

## Biographie
Paul Pujol est élève de Lafond et étudie la peinture chez J. André and Cot. Il obtient une médaille de 2e classe au Salon de 1881. 
Architecte diplômé, il participe à la construction de nombreux monuments institutionnels en l'honneur de personnages célèbres en France, mais aussi aux États-Unis et en Argentine.
En 1887, il réside au 4, rue de Seine à Paris.
Il est nommé chevalier de la Légion d'honneur en 1899.

## Œuvres dans les collections publiques
- Toulouse, Capitole, salle des Illustres :
  - L'Académie des jeux floraux ;
  - Le Poilu (1914-1919).

Œuvres de Paul Pujol
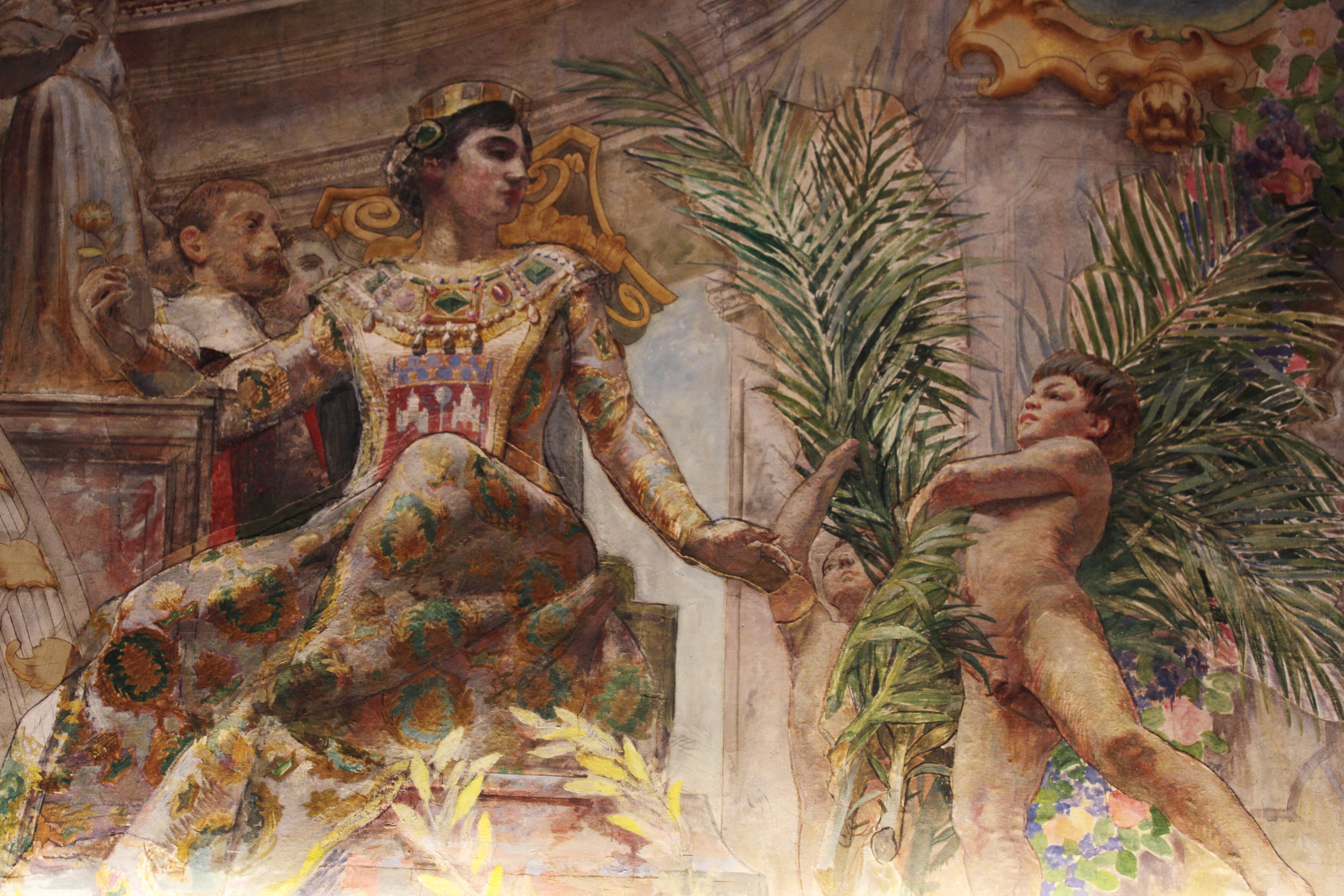
L'Académie des jeux floraux, détail, Capitole de Toulouse, salle des Illustres.
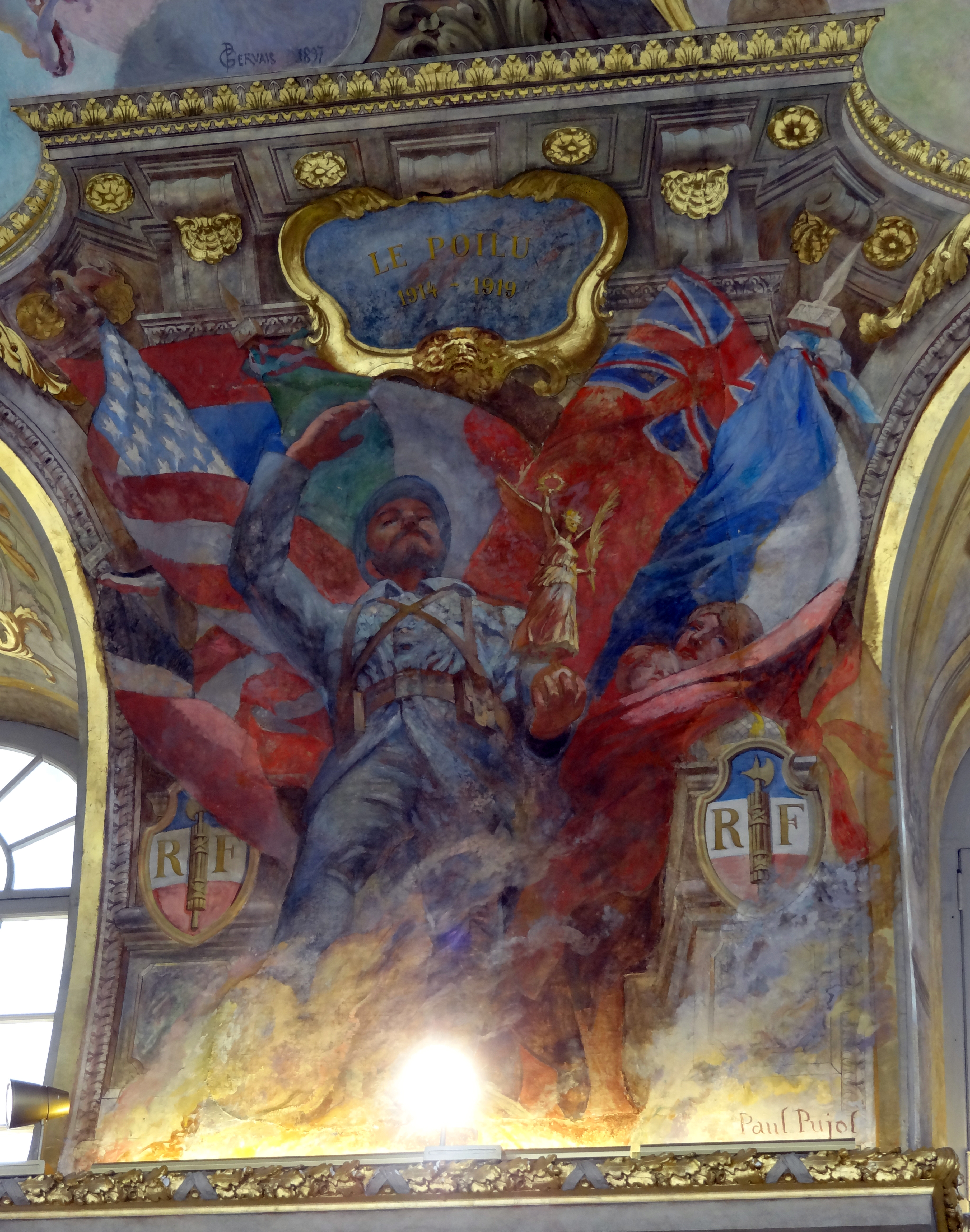
Le Poilu (1914-1919), Capitole de Toulouse, salle des Illustres.

## Salons
- 1887 : 35e exposition de la Société des amis des arts de Bordeaux : Jeune femme espagnole, huile sur toile[4].